# RABAC1
RABAC1 (англ. Rab acceptor 1) – білок, який кодується однойменним геном, розташованим у людей на короткому плечі 19-ї хромосоми. Довжина поліпептидного ланцюга білка становить 185 амінокислот, а молекулярна маса — 20 648.
| 10         |  | 20         |  | 30         |  | 40         |  | 50         |
| ---------- |  | ---------- |  | ---------- |  | ---------- |  | ---------- |
| MAAQKDQQKD |  | AEAEGLSGTT |  | LLPKLIPSGA |  | GREWLERRRA |  | TIRPWSTFVD |
| QQRFSRPRNL |  | GELCQRLVRN |  | VEYYQSNYVF |  | VFLGLILYCV |  | VTSPMLLVAL |
| AVFFGACYIL |  | YLRTLESKLV |  | LFGREVSPAH |  | QYALAGGISF |  | PFFWLAGAGS |
| AVFWVLGATL |  | VVIGSHAAFH |  | QIEAVDGEEL |  | QMEPV      |  |            |

A: Аланін

C: Цистеїн

D: Аспарагінова кислота

E: Глутамінова кислота

F: Фенілаланін

G: Гліцин

H: Гістидин

I: Ізолейцин

K: Лізин

L: Лейцин

M: Метіонін

N: Аспарагін

P: Пролін

Q: Глутамін

R: Аргінін

S: Серин

T: Треонін

V: Валін

W: Триптофан

Локалізований у клітинній мембрані, цитоплазмі, мембрані, клітинних контактах, цитоплазматичних везикулах, апараті гольджі, синапсах.